# ダッソー・システムズ
ダッソー・システムズ（Dassault Systèmes）は、フランスの複合企業体「グループ・ダッソー(Groupe Dassault)」に属するソフトウェア会社。フランスで最大、EUでもトップ2に入る規模のソフトウェア会社。

## 概要
2012年の売上高は世界のソフトウェア業界で15位。戦闘機ミラージュで知られるダッソー・アビアシオン（Dassault Aviation）が自社の設計用に開発した3D-CADであるCATIAの開発部門を母体に、1981年に設立された。
PLM（Product Lifecycle Management）のコンセプトを提唱し、積極的なM&Aを実施した結果、CAD/CAMツールのみならず、PDMを含めた製造業における上流から下流までの業務を統合してカバーする製品ポートフォリオを持つ。エアロスペースの分野はもとよりそれ以外の民生需要も多く、世界中の製造業、特に主要自動車メーカーや、重工業、電器メーカーなどを顧客としている。また近年は、3D-CADの開発で培った3D技術を「3DVIA」のブランド名で、iPhone向けのアプリケーションやゲーム機などPLM以外の領域に展開しようとしている。
創設以来、製品の販売活動やサポート・サービスについてはIBMが分担するアライアンス体制でビジネスを行っていたが、2010年4月、IBMのソフトウェア事業部門の中でダッソー・システムズ製品を取扱う事業であったPLM事業部を約6億USドルで従業員ごと買収した。
2013年、雑誌フォーブスが選ぶ世界で最もイノベーティブな企業の31位に選ばれる。2014年、カナダの雑誌コーポレートナイツが選ぶ世界で最も持続可能性のある企業の5位に選ばれる。

## 沿革
- 1981年 - 設立。IBMとのグローバル・アライアンス開始。
- 1982年 - BMW、メルセデツ・ベンツ、本田技研工業、ダッソー・アビアシオンなどへCATIA V1（IBMメインフレーム版）を納入。
- 1984年 - CATIA V2を発表。
- 1988年 - CATIA V3を発表。
- 1992年 - CADAMを買収し、Dassault Systèmes of America Corporationを設立。
- 1993年 - CATIA V4（UNIX環境サポート）を発表。
- 1994年 - 日本法人であるダッソー・システムズ株式会社を設立。
- 1996年 - パリ証券取引所（現・ユーロネクスト・パリ）とNASDAQに上場（NASDAQについては後にOTC（Over The Counter trading: 店頭取引）扱いに変更）。
- 1997年 - SolidWorks社を買収し、ブランドに加える。
- 1998年
  - Matra Datavision社のソフトウェア事業からEUCLID、STRIM、STRIMFLOWを買収。
  - IBMでPDM製品のProductManager（PM）を開発していたProduct Data Management（PDM）事業を買収し、ENOVIAブランドを設立。
- 1999年
  - SmarTeamベンダーのSmart Solutionsを買収し、ENOVIAブランドに統合。
  - CATIA V5（Microsoft Windows環境サポート）を発表。
- 2000年
  - Deneb、Safework、DELTAを買収・統合し、DELMIAブランドを設立。
  - Spatialを買収。
  - IBMと共にPLM（Product Lifecycle Management）を提唱。
- 2002年 - トヨタ自動車へCATIA V5を納入。
- 2004年 - マイクロソフトとのアライアンスと3D XMLを発表。
- 2005年
  - Abaqusを買収し、SIMULIAブランドを設立。
  - Virtoolsを買収。
- 2006年
  - MatrixOneを買収し、ENOVIAブランドに統合。
  - Dynasimを買収し、CATIAブランドに統合（DYMOLA）。
- 2007年
  - 3DVIAブランドを設立。
  - Seemageを買収し、3DVIAブランドに統合（3DVIA Composer）。
  - ICEMを買収し、CATIAブランドに統合。
  - IBMとの販売チャネルを再編[11]。
  - マイクロソフトと共同でVirtual Earth-3DVIAを発表。
  - 3DVIA.com（3Dモデル共有サイト）サービス開始。
- 2008年
  - CATIA V6（SOA環境サポート）を発表し、PLM 2.0を提唱。
  - Engineous Softwareを買収し、SIMULIAブランドに統合。
  - 3DVIA Virtools for Wiiを発表[12]。
- 2009年
  - 3DVIA Virtools for Xbox 360を発表[13]。
  - 3DVIA Mobile for iPhone/iPod Touchを発表[14]。
  - 7月 - IBM出身で元サン・マイクロシステムズ日本法人社長の末次朝彦が、日本法人の代表取締役社長に就任。
- 2010年
  - Exaleadを買収[15]。
  - DWGフォーマットに対応した無償の2D CADソフトウェアDraftSightの配布を開始し、同時に、DWGファイルの共用コミュニティWebサイトDraftSight.comサービス開始。
  - Geensoftを買収し、CATIAブランドに統合[16]
  - 4月 - IBMのダッソー・システムズ製品取り扱い事業（PLM事業部）を統合。
  - 6月 - IBM出身で元シトリックス・システムズ日本法人社長の大古俊輔が、当社子会社であるSolidWorks日本法人の代表取締役社長に就任。
- 2011年
  - Intercim LLCを買収し、DELMIAブランドに統合[17]。
  - Enginuity PLMを買収し、ENOVIAブランドに統合[18]。
  - Simulayt Limitedを買収[19]。
  - Elsysを買収し、CATIAブランドに統合[20]。
- 2012年
  - Netvibesを買収[21]。
  - Getcom Software internationalを買収し、GEOVIAブランドを設立[22]。
  - 12月 - 鍛治屋清二が日本法人の代表取締役社長に就任[23]。
- 2013年
- 2013年
  - SquareClockを買収し、3DVIAブランドに統合[24]。
  - FE-DESIGN GmbH[25]を買収し、SIMULIAブランドに統合[26]
  - Archividéo[27]を買収[28]。
  - SIMPOE[29]を買収[30]。
  - アプリソ[31]を買収し、DELMIAブランドに統合[32]。
  - SFE GmbH[33]を買収[34]
  - Safe Technology Limited[35]を買収し、SIMULIAに統合[36]。
  - RTT AGを買収し、3DEXCITEブランドを設立[37][38]。
  - ダッソー・システムズ株式会社の東京本社が品川区大崎に移転[39]
  - 8月 - 鍛治屋清二が子会社SolidWorks日本法人の代表取締役社長に就任（兼務）。
- 2014年
  - アクセルリス社( Accelrys, Inc., NASDAQ: ACCL)を買収し、BIOVIAブランドを設立[40][41]。
  - SIMPACK AGを買収し、SIMULIAブランドに統合[42]。
- 2015年 - Modelon GmbHを買収[43]

## 主要なブランド(製品)
- CATIA（3D統合製品設計)
  - CATIA V4
  - CATIA V5
  - CATIA V6
  - CATIA Systems (組み込みシステム設計)[44]
  - ICEM（サーフェス・モデリング，リバース・エンジニアリング，デザイン・ビジュアライゼーション）
  - Dymola (物理系のモデリングと振舞いのシミュレーション)
  - Geensoft (組込みシステム開発)
  - Electre(回路図・ワイヤー配線図)
- ENOVIA (統合PDM)
  - V6
  - VPLM (LCA, VPM Navigator)
  - SmarTeam
- DELMIA（英語版） (デジタル生産製造)
- SIMULIA（英語版） (シミュレーション)
  - V6
  - Abaqus（有限要素解析）
  - Isight, SIMULIA Execution Engine (シミュレーション・プロセスの自動化)
  - Fiper, Simulation Lifecycle Management (SLM) (設計最適化ソリューション)
  - Tosca Structure (ノーパラメトリック最適化)
- 3DVIA（英語版） (3Dツール)
  - Composer (3Dドキュメント作成)
  - Mobile (iPhone/iPod Touch対応 3Dビューアー)
  - Shape (コンシュマー向けフリー3Dツール)
  - Store （ヴァーチャル小売店舗）
  - Studio (インタラクティブ3Dアプリケーション開発プラットフォーム)
  - Virtools (インタラクティブ3Dアプリケーション開発プラットフォーム)
  - Spatial (3Dソフトウェア・コンポーネント)
  - Hosting
  - Scenes
  - Player (コンシュマー向け3Dビューアー)
- SolidWorks (メカニカル設計3D CAD)
- DraftSight (AutoCAD互換2D CAD)
- Exalead（英語版） (情報検索ソリューション)
- 3DSwYm (Web 2.0ソリューション)
- GEOVIA (鉱業事業者向けの地質モデリングとシミュレーション)
- NETVIBES（ポータルソリューション）
- 3DXCITE（3Dモデル・ビジュアライゼーション）
- BIOVIA（ライフサイエンス産業向けソリューション）